# 屈恩多夫
屈恩多夫是德国图林根州的一个市镇。总面积25.82平方公里，总人口1029人，其中男性513人，女性516人（2011年12月31日），人口密度40人/平方公里。